# Long Term Parking
"Long Term Parking" je 64. epizoda HBO-ove televizijske serije Obitelj Soprano i 12. u petoj sezoni serije. Napisao ju je Terence Winter, režirao Tim Van Patten, a originalno je emitirana 23. svibnja 2004.

## Radnja
Nakon što je Tony Blundetto ubio Billyja Leotarda, Little Carmine izgubi živce i odluči se povući iz sukoba s Johnnyjem Sackom na očaj svojih suradnika. Obitelj Soprano prisiljena je sastati se s Johnnyjem Sackom i obitelji obitelji Lupertazzi. Tony kaže da ne zna gdje se nalazi njegov rođak, ali njujorški kontingent nije zadovoljan. Phil Leotardo predloži kako bi jedan od Tonyjevih rođaka mogao poslužiti kao zamjena za Blundetta, očigledno ciljajući na Christophera. Pri kraju sastanka, Sack upozori Tonyja da ili da dostavi Blundetta ili da se pripremi za rat. 
Tijekom prisluškivanja Adrianina noćnog kluba, FBI primjećuje da se ona ponaša čudno. Promatraju je kako iznosi vreću za smeće iz kluba, koju odbacuje u kontejner, ali je onda nekoliko trenutaka kasnije uzima i odnosi u prtljažnik svoga auta. Nakon istrage saznaju da se u klubu dogodilo ubojstvo te da je Adriana pomogla sakriti dokaze. 
Tony dolazi Carmeli s namjerom da se useli. Obećava joj da će joj biti vjeran, ali Carmela oklijeva te traži više. Želi da joj Tony dâ novac da počne graditi kuću na obali na parceli za koju vjeruje kako bi mogla biti dobra investicija. Tony pristane i planira se vratiti kući. Zatim posjećuje svoju djevojku Valentinu la Paz i prekida s njom. Još uvijek se oporavljajući u bolnici od opeklina koje je zadobila dok je spremala doručak za Tonyja, ona zaprijeti da će se ubiti.
Tony prima poziv od Tonyja B. i preko lokatora na svojem mobitelu otkriva gdje se ovaj nalazi. Njegov ga je rođak nazvao iz trgovine u blizini farme ujaka Pata u sjevernom New Yorku. Tony pristane brinuti se za Blundettova dva sina te priznaje istinu o noći kad je Blundetto uhićen (Tony je prije tvrdio da su ga opljačkala dva crnca, ali se zapravo onesvijestio nakon svađe sa svojom majkom.
FBI se sastaje s Adrianom i zaprijeti joj s 25 godina zatvora zbog ometanja istrage. Adriana ih uspijeva nagovoriti da razgovara s Christopherom kako bi ga pokušala nagovoriti na suradnju i da im FBI pomogne da se odsele. Saznavši da je ona doušnica FBI-a, Christopher je udari i umalo je zadavi do smrti. Nakon što se smirio, razgovaraju i čini se kako se on slaže s prijedlogom da se odsele. Kaže joj da je voli i da odlazi kupiti cigarete; međutim, na benzinskoj postaji Christopher se predomisli nakon što ugleda raščupanog čovjeka i njegovu obitelj kako ulaze u stari, razdrmani automobil i odlaze. Adriana kasnije prima poziv od Tonyja koji joj kaže da se Christopher pokušao ubiti te da Silvio dolazi po nju kako bi je pokupio i odveo u bolnicu. U Silviovu automobilu, gledajući šumu, Adriana sanjari o bijegu i počne plakati zbog svega što se dogodilo. Primijetivši njezinu tugu, Silvio je uvjerava da je Christopher dobro te da će sve biti u redu. Postaje očito da je priča o Christopherovu pokušaju samoubojstva bila laž jer Silvio skreće u duboku šumu. Ona pokuša pobjeći nakon što se auto zaustavilo, ali Silvio se nalazi odmah iza nje. Dok Adriana očajno pokušava otpuzati u šumu, Silvio izvlači pištolj i ustrijeli je dva puta.
Ubrzo nakon toga, Christopher spakira Adrianine stvari u kovčeg, baci ga u močvaru u industrijskoj zoni i odvozi auto u Zračnu luku Newark Liberty, gdje ga ostavlja u prostoru za dugoročno parkiranje i odlazi.
Nakon što u New Jersey stiže vijest da je Johnny Sack postao neupitni nasljednik Carminea Lupertazzija, Tony se sastaje s novim šefom na parkiralištu kod Manhattan Bridgea u Brooklynu. Tony upita da mu dâ prilika da ubije rođaka Tonyja B. da ovaj ne mora patiti, ali Sack odbija. Kaže Tonyju da će Phil to učiniti na "svoj način". Čuvši za to, Tony povuče svoju ponudu opsovavši Sacka i rekavši mu kako se njegovu rođaku neće ništa dogoditi te ode.  
Tony kasnije odlazi u Bada Bing i pronalazi Christophera kako gleda Tri amigosa u stražnjoj sobi. Ubrzo shvaća kako je ovaj drogiran. Christopher priznaje da je šmrkao heroin jer ne može podnijeti bol, rekavši Tonyju kako je volio Adrianu. Tony izgubi živce i prebije ga. 
Carmela i Tony odlaze vidjeti parcelu na kojoj Carmela namjerava graditi kuću na obali. Dok Carmela priča o svojim planovima, Tony potiho izražava svoje osjećaje tuge.

## Glavni glumci
- James Gandolfini kao Tony Soprano
- Lorraine Bracco kao dr. Jennifer Melfi *
- Edie Falco kao Carmela Soprano
- Michael Imperioli kao Christopher Moltisanti
- Dominic Chianese kao Corrado Soprano, Jr. *
- Steven Van Zandt kao Silvio Dante
- Tony Sirico kao Paulie Gualtieri
- Robert Iler kao A.J. Soprano
- Jamie-Lynn Sigler kao Meadow Soprano
- Aida Turturro kao Janice Soprano *
- Drea de Matteo kao Adriana La Cerva
- Steve Schirripa kao Bobby Baccalieri
- Vincent Curatola kao Johnny Sack
- John Ventimiglia kao Artie Bucco
- Steve Buscemi kao Tony Blundetto

* samo potpis

### Gostujući glumci
| - Ray Abruzzo kao Carmine Lupertazzi, Jr. - Frank Albanese kao Pat Blundetto - Nick Annunziata kao Eddie Pietro - Leslie Bega kao Valentina La Paz - Chris Caldovino kao Billy Leotardo - Homie Doroodian kao Kamal - Robert Funaro kao Eugene Pontecorvo - Joseph R. Gannascoli kao Vito Spatafore - Kyle Head kao tinejdžer Tony Blundetto - Yvonne Jung kao tajnica #2 - Jelani Jeffries kao pomorski izviđač #1 - Marc Damon Johnson kao kapetan broda - Felicity LaFortune kao dr. Sarah Klum - George Loros kao Raymond Curto - Patty McCormack kao Liz La Cerva | - Arthur Nascarella kao Carlo Gervasi - Frank Pellegrino kao Frank Cubitoso - Danny Petrillo kao tinejdžer Tony Soprano - Santos kao Gilbert Nieves - Lou Savarese kao tjelohranitelj - Matt Servitto kao agent Dwight Harris - Adam Sietz kao Walter - Tony Siragusa kao Frankie Cortese - Emad Tarabay kao Matush - Eisley Tate kao pomorski izviđač #2 - Frankie Valli kao Rusty Millio - Vinnie Vella, Sr. kao Jimmy Petrille - Frank Vincent kao Phil Leotardo - Karen Young kao agentica Robyn Sanseverino - Adrienne D. Williams kao tajnica #1 |

## Umrli
- Adriana La Cerva: ustrijelio ju Silvio Dante zbog suradnje s FBI-em.
- Gilbert Nieves: Matush ga ubo u trbuh.

## Naslovna referenca
- Christopher parkira Adrianin automobil u područje "dugoročnog parkinga" ("Long Term Parking") u zračnoj luci, kako bi pokušao prikriti pravi razlog njezina nestanka.
- Naslov se može odnositi i na Tonyjev povratak u obiteljski dom nakon višegodišnje rastave.

## Nagrade
- Terence Winter za ovu je epizodu osvojio Emmy za najbolji scenarij dramske serije.
- Drea de Matteo i Michael Imperioli za svoje izvedbe u ovoj epizodi osvojili su Emmy za najbolju sporednu glumicu i najboljeg sporednog glumca u dramskoj seriji.
- Epizoda je nominirana za nagradu Društva američkih snimatelja za najbolju fotografiju.[1]
- Časopis Empire proglasio je ovu epizodu najboljom u seriji.[2]

## Produkcija
- Christopherova rečenica "The highway's jammed with broken heroes on a last chance power drive" preuzeta je iz pjesme Brucea Springsteena "Born to Run". To je referenca na popularnu kulturu koja je još jači dojam ostavila zbog prisutnosti Stevena Van Zandta, dugogodišnjeg člana Springsteenova E Street Banda.
- Steven Van Zandt i Drea De Matteo zamolili su Davida Chasea da izreže scenu u kojoj Christopher govori Tonyju za Adrianu, kako bi njezina smrt od Silviove ruke bila iznenađenje. Scena je kasnije emitirana u epizodi šeste sezone "The Ride", kao dio prisjećanja.

## Reference na prijašnje epizode
- Močvarno područje gdje Christopher odbacuje Adrianine stvari, s lokatorom smještenim među njima, isto je područje gdje je Tony pretukao Christophera u ranijoj epizodi iste sezone, "Irregular Around the Margins".

## Glazba
- U Silviovu autu, kad ga parkira u šumi, na radiju svira "Barracuda" sastava Heart.
- Tijekom odjavne špice svira "Wrapped in My Memory" Shawna Smitha.
- Još jedna pjesma Shawna Smitha, "Leaving California" svira u pozadini dok Silvio vozi Adrianu.
- Dok Tony ulazi u svoj ured u Bada Bingu na kraju epizode, u pozadini svira "Irresistible Bliss" sastava Soul Coughing.

## Vanjske poveznice
- Long Term Parking u internetskoj bazi filmova IMDb-a